# Jean Gounot
Jean Gounot (9 aprile 1894 – 16 gennaio 1978) è stato un ginnasta francese.

## Palmarès
- Giochi olimpici

Anversa 1920: bronzo nel concorso individuale.
Parigi 1924: argento nel volteggio al cavallo in largo, argento nel concorso a squadre.